# (2763) Jeans
(2763) Jeans – planetoida z pasa głównego asteroid okrążająca Słońce w ciągu 3 lat i 266 dni w średniej odległości 2,4 j.a. Została odkryta 24 lipca 1982 roku w Lowell Observatory (Anderson Mesa Station) przez Edwarda Bowella. Nazwa planetoidy pochodzi od James Hopwood Jeans (1877-1946), brytyjskiego fizyka, astronoma i matematyka. Przed nadaniem nazwy planetoida nosiła oznaczenie tymczasowe (2763) 1982 OG.